# 마인탐정 네우로
마인탐정 네우로 (원작 : 마인탐정 노우가미 네우로)는 일본의 추리만화이다. 마츠이 유세이 작품으로 2005년 일본 슈에이샤 잡지에 연재되었고 2007년에 애니메이션으로 리메이크화하였으며 국내에서는 서울문화사를 통해 만화 단행본이 발행되었으며 애니메이션 시리즈는 2009년 8월 12일부터 2010년 1월 28일까지 투니버스를 통해 심야시간대에 일본어판으로 방송이 되었다.

## 개요
줄거리는 《수수께끼》를 주식으로 하는 마인· 노우가미 네우로가, 〈수수께끼〉를 찾아 지상에 내려오면서 시작된다. 인간계에서 눈에 띄지 않고 살아가기 위해 카츠라기 야코를 탐정으로 내세우고, 그 뒤에서 사건의 〈수수께끼〉를 〈먹는다〉. 주인공인 네우로와 야코는 둘 다 식탐이 강하고, 본작에는 〈맛집여행〉〈식사〉라는 테마가 깔려있다.
저작자 자신이 본작 장르를 〈추리물의 껍질을 뒤집어 쓴 단순오락만화〉라고 1권의 후기에 쓴대로, 사건을 해결하는 모습은 본래 탐정물과 같은 체제를 띄고 있지만 대부분 독자에게 힌트를 주지않고, 마인인 네우로가 〈마계777도구〉라는 특수한 능력을 사용하여 수사를 해결하기 때문에 상당히 억지스러운 장면도 많다. 추리에 중점을 두지 않고 갑작스런 장치나 황당무계한 트릭, 범인의 이상한 심리와 기괴한 리액션이 특징이다.
만화는 삽화가인 이시하라 고진의 독기와 색기를 바탕으로 하고, 황당무계한 설정이나 구도는 저자의 스승인 사와이 요시오의 호쾌하고 직선적인 화풍을 이어받아 상당히 기묘하고 익살스런 특징을 이룬 작풍이다. 또한 범인을 시작으로 여러 캐릭터 및 작은 소재들을 통해 현대 세상이나 픽션작품을 비판, 풍자하고 있으며 실제로 일어난 사건 및 화제가 된 사건들을 광기적인 패러디로 바꿔 블랙유머를 띄는 것 또한 큰 특징이다. 모든 서브 타이틀은 한자나 숫자 등의 한 글자이며, 그 뒤에 괄호를 붙여 풀이(저자 자신만의 독특한 풀이도 많다.)한 것과 셋트이다.
일본에서 단행본 400만부 돌파. 2006년 11월 6일에 오리지널 스토리 드라마 CD가 발매되었으며, 2007년 4월 25일에 2탄도 발매되었다. 또한 소설판도 2007년 7월 20일에 점프 제이 북스를 통해 발매되었다.
2007년 소학관만화상 최종후보. (수상작은 《다이아몬드 에이스》)

## 줄거리
마계(魔界)의 변종생물인 노우가미 네우로는 마계에서 자신의 주식(主食)인 '수수께끼'를 먹어치운 후 그로 인한 공복기(空腹氣)를 견디지 못하다가 마계에서 인간계로 이동하여 그곳에서 수수께끼를 먹어치우기 위해 백방으로 찾던 중 아버지가 누군가에 의해 살해되었다는 여고생 카츠라기 야코를 만나 그녀에게 자신의 식사를 도와달라고 부탁하게 된다. 그러고는 다짜고짜 야코를 남이 보는 앞에서는 '탐정님'이라 불러대며 존경해주는 척하다가 야코와 단둘이 있을 때는 오히려 야코를 자신의 노리개 취급하게 되는 2중적 성격을 띠는데....

## 등장인물

### 주연
노우가미 네우로(脳嚙ねうロ)
이 만화의 주인공이자 마계(魔界)에서 인간계로 온 '마인(魔人)' 이라 불리는 마계 변종생물. 마계에서 수수께끼를 사냥한 끝에 다 먹어치운 후 공복기를 견디지 못하여 인간계로 들어와 인간계에서의 수수께끼를 찾아내고 있다가 아버지가 살해당했다는 여고생 카츠라기 야코를 만나 그녀와 수수께끼 사냥을 다니게 된다.
공적이거나 남들이 보는 앞에서는 야코를 '탐정님' 이라 부르며 존경하는 척하지만 사적이거나 야코와 단둘이 있는 경우에는 오히려 야코를 노리개감으로 삼는 이중적 성격을 취한다.
수수께끼를 먹어치울 때는 새(鳥)의 머리와 비스무리한 모습으로 바뀌기도 하며 분위기에 따라 표정이 자주 바뀌기도 한다.
성격은 그야말로 중증 사디스트 늘 갖은 고문과 학대, 폭력으로 야코와 고다이를 괴롭히고 부려먹는다.
마계의 환경에 대한 이야기는 간간이 나오긴 해도 네우로 본인이 마계에서 어느 정도의 위치인지는 알려진 적이 없으나 그나마 조금 알려진 바로는 마계에서 약한 마물 축은 아니었고 오히려 다른 자들보다도 더 강한 힘을 가졌던 듯 마계에서 인간계로 나오면 인간계엔 독기가 거의 없어 마족들은 힘이 10000분의 1로 줄어든다고 하나 그 정도의 상태에서도 그런 힘을 발휘할 수 있는 것을 보면 원래의 힘이 얼마나 엄청난지 짐작할 수가 있다. 또 그의 파워를 가늠케 하는 대사가 있는데 야코가 네우로에게 "누군가에게 굽혀본 적이 없구만?"이라는 대사를 읊은 것으로 보아서 어쩌면 네우로가 마왕이 아닌가 하는 의혹을 들게 한다.
탐정 일에서 정보 수집이나 범인 체포 등을 할 때마다 간간이 마계에서 같이 갖고 온 듯한 '마계 777 도구'라는 특이한 마계 도구들을 사용하고 있으며 그 도구들은 제각기 특수한 능력들을 갖고 있어서 주변에서 수수께끼를 푸는 데 필요한 정보를 얻어내거나 혹은 본성을 드러낸 범인을 처리하는 등으로 수사용과 전투용이 전부 골고루 갖춰져 있다. 하나같이 마력을 에너지로 삼긴 하지만 효과는 확실하다.(수사 정보 모으는 데에도 범인 망가뜨려 버리는 데에도) 또한 그것과는 별개로, 마계 777 도구와는 수준이 전혀 다른 말 그대로 절대적인 힘을 가진 '마제 7대 병기'라는 이름의 7개의 초강력 도구를 갖고 있으며 이것들의 경우엔 인간을 초월한 괴물 수준의 적들에게만 사용한다. 엄청난 마력을 소모하지만 위력은 차고도 남을 정도 하지만 마계의 마왕을 경호하는 데 쓴다는 7개의 병기를 네우로가 어떻게 소유하고 있는지는 불명
본래 마인들은 인간계에 오면 힘이 약해지고 마계의 공기인 독기(毒氣)가 없기 때문에 생존이 힘들지만 네우로는 그저 자신의 허기를 달래기 위해 그런 위험마저도 감수하고 인간계에 왔다.(만화책에서 물 속에서 숨을 참고 조개를 따먹으러 간 것과 비슷하다는 야코의 말을 빌려 그가 인간계에 내려온 것이 얼마나 큰 리스크를 안고 있는지 알 수 있다.) 그 때문에 초반엔 마인 특유의 강력함과 섬뜩함 그리고 불사신에 가까운 육체 능력을 선보인 네우로였으나 점점 회를 거듭할수록 약화되어 수수께끼를 먹는 방식으로 마력과 기운을 충전해왔으며 새로운 혈족과의 싸움에선 거의 보통 인간보다 약간 더 강력한 수준까지 약화되어 혈족과의 싸움에서 여러 위기를 맞기도 했었다.
초반엔 인간들을 그저 수수께끼를 가진 식량 창고 수준으로밖에 생각하지 않았지만 점점 더 인간의 가능성과 진화하는 모습을 보고는 자신의 예상 이상까지 진화한 인간(ex : 야코, 우스이)들에겐 일정 수준 이상의 경의를 표하는 모습을 보이기도 한다. 기본적으로는 인간을 죽이지는 않으며 이유는 자신이 먹는 수수께끼의 가능성을 무한히 만들어낼 수 있는 인간들의 목숨을 최대한 지켜야 하기 때문 하지만 그런 이유 때문에 새로운 혈족과의 싸움에서는 혈족들이 번번히 인간들만을 노리면서 네우로를 궁지에 몰아가기도 했다.
- 프로필
  - 생일 : 16월 344일
  - 나이 : §｛%＠세
  - 신장 : 188cm ~ 220cm
  - 체중 : 83kg ~ 120kg
  - 싫어하는 동물 : 카피바라

성우 - 코야스 타케히토
카츠라기 야코(桂木弥子)
이 만화의 여주인공이자 네우로와 행동을 같이하는 여고생 탐정
아버지가 의문의 피살을 당하게 된 후 아버지의 죽음에 의문을 가지고 조사하던 중 마계에서 온 마인(魔人) 네우로를 만나 그와 함께 수수께끼 사냥에 합류하게 되었으며 동시에 여고생 탐정이 되기도 했다.
얼굴이 예쁜 소녀지만 의외로 식욕이 왕성하고 식탐이 잦은 성격 때문에 먹는 것만 보면 사족을 못 쓰는 성격이 짙다. 기본으로 밥을 10공기 이상을 평균으로 먹으며 아무리 많은 요리라도 10분 안에는 전부 다 먹어치우곤 하는데 그래도 그녀는 배가 고프다.
네우로로부터는 '노예 1호' 라 불리며 그의 노리개감으로 늘 전락당해 고문당하고 욕설에 비방에 온갖 수모를 다 겪는다.
초기에는 그저 네우로의 수수께끼를 모으는 도구이자 꼭두각시에 지나지 않았지만 점점 내용이 전개될수록 야코 안에 잠재되어 있던 섬세한 감각과 추리력이 빛을 발하기 시작하며 야코 그녀도 당당히 수수께끼를 푸는 탐정으로 자리매김한다.
- 프로필
  - 생일 : 3월 10일
  - 나이 : 16세
  - 신장 : 159cm
  - 체중 : 43kg(아무리 먹어도 살이 찌지 않는다.)
  - 좌우명 : 인간은 무조건 밥심으로 산다.

성우 - 우에다 카나
고다이 시노부(吾代忍)
원래는 금융 계열사 대리(말만 그렇지 사실은 사채업자)로 근무했지만 사주(社主)가 살해되고 네우로에게 의뢰를 요청한 계기로 오히려 그에게 사무실을 통째로 빼앗겨 급기야는 네우로 야코가 사무실에 세웠다는 '카츠라기 탐정 사무소'에서 잡일꾼으로 고용되었다.
네우로로부터 '노예 2호'라는 별명으로 불리기도 하며 정보수집을 담당하고 있고 야코와 함께 네우로의 또다른 노리개감으로 전락됐다.
초반엔 그냥 잡일꾼이었으나 작품 중반에 등장한 하야사카 형제 사건으로 인해 네우로의 명령으로 모치즈키 정보 회사의 부사장(실세 사장)이 되어, 모치즈키 정보 회사의 정보력과 뒷세계의 깊고 넓은 인맥을 이용해 네우로가 사건 해결에 필요한 모든 자료를 귀신 같은 솜씨로 수집을 해오며 자동차나 헬기를 늘 빌릴 때마다 네우로가 전부 다 부숴먹기 때문에 월급을 받아도 늘 보상금 내기 바쁘다.
- 프로필
  - 생일 : 11월 3일
  - 나이 : 25세
  - 신장 : 190cm
  - 체중 : 85kg
  - 특기 : 흉기 공격, 구인 잡지 습득
  - 가장 많이 붙은 별명(연대별로) : 0~10세 - 새끼 고양이, 11~20세 - 미친 개, 21세 이후 - 하이에나

성우 - 요시노 히로유키
사사즈카 에이시(笹塚衛士)
경찰서 형사이며 야코의 아버지 살해사건 수사를 담당을 계기로 야코를 알게 되었으나 그 후로 사건이 일어날 때마다 네우로 야코와 자주 만나게 된다.
조용하고 과묵한 성격이 짙어보이지만 사격의 달인이라 불릴정도로 사격실력이 뛰어나다.
과거에 자신의 가족을 몰살시킨 원흉인 식스를 쫓기 위해 엘리트 실력을 지니고 있으면서도 임무 참여의 자유도가 높은 말단 형사가 되었으며 가족이 살해당하고 요 몇 년 간 뒷세계를 돌아다니면서 온갖 어둠의 정보망을 끌어모으는 등 가족의 원수를 갚기 위해 엄청난 노력을 한다.
우스이, 츠쿠시와는 대학 동기이며 가족이 몰살당한 후 경찰 진학을 포기해버린 사사즈카에게 실망해버린 우스이와는 사이가 영 좋지는 않다.
결국 식스에게 정면으로 도전하지만 이미 모든 걸 간파하고 흉계를 짠 식스에게 당하게 되고 결국 총을 맞아 즉사하였다. 애니메이션에서는 죽지 않았다.
- 프로필
  - 생일 : 7월 20일
  - 나이 : 31세
  - 신장 : 181cm
  - 체중 : 76kg
  - 술 : 철저 소주파
  - 고민 : 저혈압

성우 - 유사 코지
이시가키 쥰(石垣筍)
에이시와 함께 경찰서 형사로 활동하고 있으며 사사즈카와는 후배형사로 그의 뒷처리 등을 처리하는 심부름꾼 노릇도 하며 특히 사건마다 네우로 야코와 자주 만나면서 그들의 행동을 부정스럽게 여기는 면이 있었다.
사사즈카를 존경한다.
엄청나게 순진한 멍청이에 걸 그룹 오타쿠
- 프로필
  - 생일 : 4월 18일
  - 나이 : 24세
  - 신장 : 174cm
  - 체중 : 69kg
  - 별 것도 아닌 자랑거리 : 프라모델 잡지에 실린 적이 있음
  - 별 것도 아닌 콤플렉스 : 본래 이름이 '슌'인데 발음 오타로 인해 '쥰'이 되어버린 것

성우 - 토리우미 코스케
우스이 나오히로(笛吹直大)
사사즈카의 동기이자 친구 현 경찰청 총감
딱딱하고 고지식하며 누가 자신의 이론과 추리에 의의나 딴지를 거는 걸 극도로 싫어한다. 굉장히 고압적인 태도와 말투, 기본적으로 타인을 전혀 배려하지 않는 행동으로 인해 경찰청 내에서도 까다로운 인물로 찍혀 있다.
사사즈카와는 대학 시절 동창생이자 라이벌 관계 본래 츠쿠시와 함께 셋이서 꼭 같이 경찰 엘리트로 진학하겠다는 포부를 품어왔으나 사사즈카가 가족을 몰살당한 후 아예 진학을 포기한 것에 대해 실망하고 그 때부터 사이가 멀어지게 되다.
사사즈카와는 별로 사이가 좋은 것 같진 않지만 사사즈카의 죽음 때 내색은 안 하고 굉장히 슬퍼하는 모습을 봐선 생각보다 사이는 꽤 좋았던 것으로 추정
- 프로필
  - 생일 : 4월 10일
  - 나이 : 31세
  - 신장 : 164cm
  - 체중 : 59kg
  - 자신이 생각해도 장난 아닌데...라고 생각하는 점 : 자존심과 능력
  - 자신이 생각해도 장난인데...라고 생각하는 점 : 성장기랑 변성기
  - 이 대국의 상대 : 여친(경찰로 이직한 후 차였음)

성우 - 키우치 히데노부
아카네(あかね)
본래 탐정사무실 벽에 묻힌 시체였지만 네우로의 마기(魔氣)에 의해 머리칼만 움직일 수 있으며 온갖 잡일과 뒷처리 등을 해 주기도 한다.
권말에 나오는 마인탐정 네우로 2기 가상 씬에서 어찌된 일인지 되살아나 벽 속에서 빠져나오는데 야코가 그걸 보고 기겁하면서 "아카네가 이렇게 미인이었다니~?!"라고 엉겁결에 말한다.
본편 초반에 네우로가 아카네와 관련된 수수께끼를 풀겠다고 말하지만 정작 그 수수께끼를 푸는 편은 없다.

### 조연
카고하라 카나에(籠原叶絵)
야코의 동급생으로 있는 여고생으로 야코와는 초등생시절부터 지인관계로 있었다. 쿨한 인상이 짙지만 때로는 야코를 걱정해 주기도 한다.
- 성우 - 후지무라 치카

츠쿠시 코헤이(筑紫候平)
우스이의 보좌관이자 경찰청 형사
과거에 사사즈카, 우스이와 같은 대학 동기였으며 사사즈카와 우스이의 불화 원인을 누구보다도 더 잘 알고 있기 때문에 우스이와 사사즈카가 툭툭거릴 때마다 안타까운 시선으로 바라보곤 한다.
우스이를 보좌하는 역할을 맡았으며 보좌관의 맡은 바 임무를 성실히 하는 타입.
원작에서는 꽤 비중이 있었으나 애니메이션에서는 대사 한 마디도 없었던 비운의 캐릭터.
참고로 극도의 당분 거부 증상이 있기 때문에 초콜릿 등을 먹으면 "격추 당한 천사"(?)같은 얼굴이 되어버린다고 한다. 옆에서 본 히구치 역시 "이렇게 무서우면서도 성스러운 얼굴은 처음이야!"라고 고백.
- 프로필
  - 생일 : 2월 4일
  - 나이 : 29세
  - 신장 : 185cm
  - 체중 : 80kg
  - 특기 : 해설, 보필
  - 존경하는 사람 : 두 선배(우스이, 사사즈카) 그리고 파일로리 균을 먹은 사람

히구치 유우야(匪口結也)
전자인간 HAL 사건 때부터 등장하는 청소년 형사
초 일류의 해커 실력을 보유하며 이미 초등학생 때부터 남들 모르게 해커 활동을 시작해왔었다. 몇 번이나 네트워크 상에 막심한 손실을 입히고도 자신이 저지른 해킹의 흔적은 물론 자신의 정체까지 깨끗하게 처리해 잡히지 않을 정도의 실력
전자인간 HAL의 사건을 해결하기 위해 경찰청에서 전자마약을 해독하기 위한 전자백신을 만들지만 그 도중 전자인간 HAL에게 걸려 결국 전자마약 중독자가 되고 만다. 마지막 스핑크스(애니에선 2번째)를 네우로와 야코가 부수려고 할 때 다양한 방위 작전과 유도 작전을 이용해 네우로를 전자마약 중독자들과 싸우게 해 약화시키지만 결국 야코의 활약으로 제정신으로 돌아온다.
상당히 불행한 과거가 등장한다 히구치의 부모님은 아주 극심한 온라인 게임 중독자였으며 히구치가 늘 집에 들어와도 언제나 게임에만 열중할 뿐 히구치에겐 관심도 가지지 않았다고 한다. 그런 세계가 질려서 히구치는 학교 컴퓨터 수업 시간에 몰래 바이러스를 만들어 부모님이 하시던 온라인 게임 서버에 침입 10년 분량의 데이터를 전부 다 파괴한다. 게임 상의 파티가 아니라 현실의 가족으로써 살 수 있을 거라는 기대감에 한껏 들뜬 채 집으로 돌아온 그였으나 정작 부모님은 자신들이 살고 있던 세계가 파괴되었으니 죽겠다는 어이없는 유서를 남기고 목을 매어 자살한 채였다.
처음엔 전자마약에 완전히 중독되었던 것으로 보였으나 야코는 히구치가 완벽하게 중독되지 않았다는 사실을 알아채고는 히구치를 제정신으로 돌아오게 하는 데에 성공 히구치는 HAL의 비밀을 해석할 중요한 단서를 알려준다.
HAL 사건이 끝난 이후 경찰에서 사직하려 했으나 야코의 부탁으로 사직은 면하고 후에 우스이에게 착한 어린이 비디오 세뇌교육을 받아 좀 더 성실하고 도덕적인 성격으로 바뀌었다. 하지만 중간에 전자마약을 약한 버전으로 만들어 자신이 근무하던 정보과 과장에 사용한 것이 들통나 우스이에게 걸려 10배 이상의 세뇌교육을 받았다는 후문
- 프로필
  - 생일 : 9월 28일
  - 나이 : 19세
  - 신장 : 170cm
  - 체중 : 65kg
  - 좋아하는 음식 : 크래커
  - 싫어하는 변명 : "그게... 난 매킨토시라서..."
  - 난생 처음 사용해 본 존댓말 : "이 은혜는 잊지 않겠습니다."

성우 - 사사키 노조무
에시야 유카(絵石屋由香)
최후의 자화상 사건에 등장한 조각가 에시야 토고의 딸
자신의 아버지에게 깊은 반감을 느끼고 있었지만 아버지가 조각한 최후의 자화상이 자신에 대한 사랑으로 넘쳐있다는 것을 깨닫고는 후회의 눈물을 흘린다.
토고가 자신의 친아버지가 아니라고 오해하고 있었지만 XI와 야코는 그녀가 토고의 친딸이 맞다는 사실을 다시 한 번 각인시켜준다. 그 후 다른 가족들은 전부 다 떠났지만 자신만은 아버지가 감정을 쏟았던 이 집에 남고 싶다는 의지를 밝히고, 미술 공부를 시작한다.
애니메이션 판에서는 최후의 자화상 사건이 끝난 후 23화에 잠깐 등장하지만 원작에서는 그 후에도 자주 등장하여 많은 도움을 준다.
- 프로필
  - 생일 : 1월 28일
  - 나이 : 19세
  - 신장 : 162cm
  - 체중 : 47kg
  - 말버릇 : "~짱나"
  - 자주 듣는 소리 : "눈매가 사납다."
  - 귀엽게 좀 찍히려고 1시간이나 노력 들인 결과 : 무섭게만 잔뜩 찍힌 스티커 사진

성우 - 토요구치 메구미
노마 카오루코
애니메이션 오리지널 캐릭터
여배우 고다이가 열렬 팬으로써 좋아한다.
자존심 세고 도도하며 타인과 잘 영합하지 않는 성격
성우 - 마츠이 나오코
하야사카 유키노리(早坂幸宜)
작중에 등장하는 모치즈키 정보 회사의 행동 대장
모치즈키 회사에서 스카우트 및 타 회사의 방해 저지 및 방해물 척살을 맡고 있으며, 작중에서는 고다이를 자신의 금융에 스카우트 하기 위해 조직원들을 이끌고 쳐들어왔다.
데려온 조직원들을 한 방에 처리한 고다이를 보이지 않는 흉기로 베어 제압하는 놀라운 힘을 선보이지만 사실 그것은 유리로 된 낚싯바늘과 가는 와이어를 이용한 트릭이었으며 그 트릭을 성사시키기 위해 따스한 날씨에도 칙칙한 녹색의 두꺼운 겨울 코트를 입고 있다.
추운 지방에서 자라났으며 어렸을 적에 자신이 살던 고향에 대형 눈사태가 발생해 그 눈사태에 휩쓸려 죽을 위기에 처하지만 그 때 자신을 구해준 히사노리를 신뢰하고 친형처럼 모시게 된다.
형인 히사노리와 같이 모치즈키 금융과 야코 네우로를 이용해 자신들이 회사를 집어삼키고 자신들이 하던 마약 및 무기 밀매의 원흉을 야코에게 뒤집어씌워 야코를 함정에 빠뜨릴 계획을 세우지만 네우로로 인해 저지당하고 유키노리는 트릭을 알아내고 허점을 파헤친 고다이에게 박치기(!)로 패배한다.
후에 모치즈키 회사가 네우로의 협박으로 인해 고다이의 손에 넘어간 후 둘이 따로 독립을 해서 프리랜서로 활동하고 있다.
- 프로필
  - 생일 : 12월 23일
  - 나이 : 22세
  - 신장 : 176cm
  - 체중 : 71kg
  - 좋아하는 음식 : 아이스크림
  - 좋아하는 날씨 : 눈보라
  - 신뢰할 수 있는 인연 : 형제

하야사카 히사노리(早坂久宜)
작중에 등장하는 모치즈키 정보 회사의 부사장
모치즈키 회사의 전반적인 업무 처리 및 총괄 지휘를 맡고 있다.
언제나 싱글싱글 웃고 있는 기분 나쁜 모습을 보이며 처음엔 야코에게 선한 인상을 남겨주었지만 본래는 아주 흉악하고 시커먼 흑심을 품고 있었다. 본래 야코를 이용해 모치즈키 회사가 밀수입하고 있던 마약 및 무기 밀매 정보를 은닉하려고 했던 계획에서 자신이 하나 더 추가해 모치즈키 회사 자체를 집어삼키려는 계략을 꾸미고 있었으나 네우로의 압도적인 파워로 인해 실패. 실패한 후 불타는 창고에서 자살하려 했으나 동생인 유키노리가 구해준 후 다시 살아남았다.
회사에 있을 땐 기분나쁠 정도로 싱글거리는 웃는 얼굴이었으나 프리랜서로 활동할 때는 본래 얼굴로 돌아가 살짝 험악해진 인상을 자랑. 근데 눈이 본래 어떻게 생겼는지는 절대로 보여주질 않는다. 선글라스로 늘 가리고 있기 때문.
후에 모치즈키 회사가 네우로의 협박으로 인해 고다이의 손에 넘어간 후 둘이 따로 독립을 해서 프리랜서로 활동하고 있다.
- 프로필
  - 생일 : 1월 15일
  - 나이 : 36세
  - 신장 : 182cm
  - 체중 : 80kg
  - 좋아하는 영화 : 스크림
  - 좋아하는 물건 : 무기
  - 신뢰할 수 있는 부하 : 동생

모치즈키 다테오(望月建雄)
모치즈키 정보 회사의 사장
하야사카 형제의 계략이 수포로 돌아간 후 고다이가 회사를 점령하게 되면서 무능력자로 전락해 회사 내에서도 그냥 게임을 하거나 놀기 바쁘다.
하지만 아내의 앞에서만은 근엄한 척 연기를 하곤 한다.
- 프로필
  - 생일 : 9월 15일
  - 나이 : 65세
  - 신장 : 173cm
  - 체중 : 100kg
  - 잘 하는 스포츠 : 투포환
  - 직업 스타일 : 일괄 하정
  - 자신의 안에 충만하다고 느끼는 물질 : 콜라겐

모치즈키 카에데(望月楓)
모치즈키 다테오의 어린 신부
과거엔 유흥업에 종사하던 불량 여고생이었으나 아저씨 헌팅을 하던 중 모치즈키와 눈이 맞아 그의 어린 신부로 시집오게 된다.
청순하게 기모노를 차려 입고 회사에 도시락을 가져다 주는 전형적인 현 모양처
- 프로필
  - 생일 : 12월 5일
  - 나이 : 19세
  - 신장 : 152cm
  - 체중 : 37kg
  - 3년 전 일과 : 아저씨 헌팅
  - 3년 전에 굶주렸던 것 : 콜라겐

이케야 토오루(池谷通)
저주받은 가구 사건에 나온 가구 장인
자신이 만든 가구 중 하나인 <트로이>를 사는 사람마다 전부 다 죽어나가는 사건이 벌어지자 맨 먼저 범인으로 의심받은 인물
여자를 가구로 생각하면서 깔고 앉으려는 이상한 변태 하지만 본성은 나쁜 사람이 아니며 자신이 만든 가구를 애인으로 여기고 소중히 여기는 모습을 보인다. 가구에 장착한 트릭 장치를 이용해 가구를 산 사람에게 잘 써달라는 편지를 남길 정도.
에시야 유카와는 미술품 관련으로 인해 많이 경유하는 사이 그 때마다 유카를 가구로 쓰려고 하기 때문에 늘 얻어맞는다.
- 프로필
  - 생일 : 11월 1일
  - 나이 : 29세
  - 신장 : 176cm
  - 체중 : 72kg
  - 가구를 산 고객의 반응 : "최고~!"
  - 가게에 찾아온 여자들의 반응 : "저질~!"
  - 캐릭터 이름의 유래 : 작가의 친구
  - 그 친구의 애인이 이 만화를 봤을 때의 반응 : "..........."

아사다 타다노부(浅田忠信)
야코의 열렬한 팬인 뚱뚱한 안경잡이 남성
야코를 늘 훔쳐보면서 언제나 배에다 사인을 받는 이상한 남자. 뚱뚱하면서도 엄청난 스피드를 자랑해 늘 사인을 받고는 번개같이 사라진다.
발렌타인 데이 때 야코에게 초콜릿을 받기 위해 죽을 각오로 다이어트 시작.(몸은 날씬해졌는데 행동속도는 엄청 느려짐) 엄청난 양으로 감량에 성공했으나 네우로의 마계 진흙이 들어간 초콜릿을 먹고는 금세 근육질의 건장한 체격으로 변형된다.
- 프로필
  - 생일 : 6월 22일
  - 나이 : 18세
  - 신장 : 176cm
  - 체중 : 121kg → 54kg → 131kg
  - 좌우명 : 아이돌은 시선을 먹고 자란다.
  - 직함 : 카츠라기 야코 팬클럽 총괄 본부장 및 학생회장
  - 모델로 삼은 편집자 : 썩 불쾌하진 않은 눈치

미야사코 무츠키(宮迫睦月)
거대 장난감 기업인 미야사코 그룹의 회장의 손녀딸 자신의 할아버지를 도와달라는 부탁을 하기 위해 야코에게 찾아온 역대 최연소 의뢰인이다.
치마입은 예쁜 여자들만 보면 기괴하게 엎드려 속옷을 훔쳐보려는 이상망측한 성벽이 있는 할아버지와 함께 살면서도 발랄하고 생기있게 살아온 소녀 언제나 회사의 주요고객인 자신같은 어린아이들에게 맞춰주기 위해 어른들인 회사 동료들에겐 어쩔 수 없이 엄하게 하는 할아버지에게 미안함과 함께 걱정을 느끼고 있었다. 할아버지에게 온 협박장에 대해 굉장한 걱정을 하고 있으며 할아버지가 해를 당할까봐 야코에게 의뢰를 하러 왔다.
할아버지를 많이 존경하고 따르고 있었으며 할아버지가 자살로 위장해 살인당하자 자신이 복수를 다짐하고 네우로와 야코가 수수께끼를 풀고 범인을 찾아내려는 순간까지 기회를 노리고 있었다. 범인은 자신의 아버지였으며 범인이 밝혀진 순간 흉기를 들고 달려들어 할아버지를 죽인 자신의 아버지를 죽여 복수를 하려는 파격적인 행동을 한다.
하지만 결국 저지당하고 사사즈카와 고다이에게 구출된다. 그 후 돌아가신 할아버지의 뒤를 이어 회사를 이어가기 위해 마음을 다잡고 새로운 길을 걸어나간다.
- 프로필
  - 생일 : 1월 18일
  - 신장 : 127cm
  - 체중 : 29kg
  - 가족 : 엄마
  - 아직 이해할 수 없는 것 : 어른들의 명예욕
  - 대충 짐작하고 있었던 것 : 할아버지의 성벽(姓癖)

I(아이 / 이미나)
괴도 X와 동행하고 있는 북한 출신의 여성 테러리스트
북한에서 초 엘리트 교육을 받고 다양한 공작 기술과 테러 기술을 보유한 일류 테러리스트, 주로 비행기 테러를 많이 일으켰기 때문에 "비행기 테러범 이미나"라는 이름으로 경찰 내에서는 유명한 테러범
X가 활동한지 한 5년이 다 되었을 즈음에 한 비행기 안에서 테러를 계획하고 트릭과 도구를 준비하던 중 고객으로 변신한 X와 만나 그의 불가사의하고 괴이한 세포 변이에 처음은 놀라 당황하지만 이윽고 X의 인간을 초월한 면에 매력을 느껴 X와 동행하게 된다.
X와 만난 이후 자신을 고용한 조국의 상관에게 배신당할 위기에 처하지만 X의 계략으로 인해 무사히 살아남는다. 그 이후부터 X가 자신의 정체를 알게 될 때까지 X를 보좌하겠다고 결심한 후 X가 저지른 다양한 범죄를 자신이 배워 온 모든 공작 활동과 은닉 기술을 총동원해 지우는 등 X에게 괴도 캐릭터를 붙여준다.
괴도 XI와 네우로의 최종 대결에서 결국 패배한 후 X는 식스에게 잡혀가고 I는 식스에게 헤드샷을 당해 죽고 만다.
- 프로필
  - 생일 : 1월 7일
  - 나이 : 25세
  - 신장 : 166cm
  - 체중 : 52kg
  - 성격 : 냉철
  - 특기 : 전반적인 모든 일
  - X와의 관계 : 그날그날마다 주인, 보모, 친구, 연인, 남매, 타인 중 하나

앤드류 식슨(Andrew Sixen)
XI를 체포하기 위해 CIA에서 파견된 수사관
머리에 엄청나게 많은 비듬을 지니고 있어 머리를 긁을 때마다 비듬이 튀어나온다. 또 일본어를 구사할 때는 관서 사투리를 사용한다.
순간기억능력을 지니고 있어 한번 본 것은 절대적으로 잊지 않고 뇌 속에 직접 입력하는 능력을 지니고 있다. XI를 체포하기 위해 미국에서 일본으로 건너와 경시청의 우스이 팀에 합류해 지금까지 XI와 관련된 모든 자료를 총동원해 현재 XI가 어느 곳에 있는 지를 찾아낸다.
하지만 진짜 앤드류 식슨은 이미 식스에게 처참히 고문당한 후 죽은 후였고 식스는 앤드류의 얼굴가죽을 벗겨내 그것을 마스크로 써 앤드류로 변장하고 경시청에 잠입한 것이었다. XI를 찾아내려는 이유는 본래 자신의 모르모트로써 회수를 해야 할 기간이 지나버렸기 때문에 자신이 직접 나서 XI를 찾아내기로 결심했기 때문
- 프로필
  - 생일 : 6월 29일
  - 나이 : 28세
  - 신장 : 184cm
  - 체중 : 79kg
  - 특기 : 순간기억능력
  - 안경 테 : 순간기억합금
  - 싫어하는 음식 : 생강
  - 최근 늘어난 고민거리 : 비듬

### 범인 및 악역
시로타 마사카게(至郎田正影)
행운을 부르는 레스토랑 사건에서 등장한 범인
레스토랑 '슈프림 시로타'의 오너 셰프이며 자신의 요리를 궁극의 요리로 인정하지 않은 부주방장인 운노를 살해한다.
음식에다가 각종 마약에 약물을 투여하였으며 그 약물로 인해 괴물같은 모습으로 변하고 네우로를 공격하지만 단 손가락 하나로 제압당한다.
성우 - 오오츠카 아키오
와시오 마사카츠(鷲尾正勝)
고다이가 처음으로 등장한 화에서 등장한 범인으로 고다이가 있던 사무실의 부사장
제일 경력이 오래된 자신이 있음에도 불구하고 사장 차리를 꿰찬 사오토메 쿠니하루를 미워한 나머지 그를 잔혹하게 살해한다.
하지만 결국 네우로에게 트릭이 풀리고 마치 새 비스무리한 괴물같은 모습으로 변해 네우로에게 총을 쏘지만 네우로의 신들린 윙크(?)기술로 인해 실패 네우로에게 수수께끼를 먹힌 후 급격한 탈모 현상을 일으키며 도망가버린다.
성우 - 야마구치 캇페이
폭탄마 히스테리어(爆彈魔 Hysterier)
히스테리어라는 이름으로 연쇄폭발테러 사건을 일으킨 여성
평범하고 행복한 자신의 일상에 만족하면서도 자신 안에 있는 사악한 파괴충동을 이기지 못하고 여기저기에 폭탄을 설치해 그 폭탄이 폭발하는 것을 보고 엄청난 쾌감과 흥분을 느낀다.
폭탄마(bomber)라는 자신의 예명을 거꾸로 돌려 그 알파벳의 철자가 들어간 건축물이나 공공기물을 폭파시켰으며 마지막으로 q가 들어가는 '퀸 메리즈 호텔'을 폭파시키려 했으나 네우로와 야코 고다이의 활약으로 무산된다.
인간들이 자신 안에 있는 파괴본능을 억누르지 말고 마치 개처럼 자유롭게 살아야한다는 엉뚱한 이론을 주장하지만 결국 감옥에 갇히는 신세가 되고 만다.
성우 - 마츠모토 리카
모즈 타카야스(百舌貴泰)
단두대의 미용사 편에서 등장한 범인
유명한 헤어 디자이너로 과거 자신의 연인을 심하게 폭행하고 머리칼을 완전히 잘라버리려 한 전과가 있어 살인범으로 단박에 의심받지만 확실한 증거는 없이 심증만 남는다.
야코와 아카네의 협동 작전으로 덫에 걸려들어 결국 네우로에게 수수께끼를 먹혀 잡힌다.
인간의 머릿결이 인간의 위에서 모든 걸 내려다보는 신이라고 생각하고 그 신을 손질하는 자신 역시 신이라고 여기는 정신병자.
성우 - 세키 토모카즈
이토다(糸田)
아야 에이지아를 노리는 변태 스토커
경찰들의 빽빽한 감시망을 뚫고 그녀에게 접근하면서 쾌감을 느끼곤 했으나 결국 사사즈카의 발차기에 날아가고 네우로의 이블 스트링거로 인해 잔혹한 고문을 당한다.
성우 - 토비타 노부오
이리야마 요시에
여배우인 노마 카오루코의 매니저
카오루코와는 신인 시절 때부터 함께 해 온 친구였으며 이번에 신인 여배우 메이의 살인사건의 혐의를 쓰고 있는 카오루코의 누명을 풀어달라고 야코에게 의뢰한다.
하지만 메이를 살해한건 이리야마 본인이었으며 자신이 더욱 더 주목을 받고 각광받기 위해 살인을 저질렀다. 결국 네우로에게 수수께끼를 먹힌다.
성우 - 후지타 토시코
마구리 카즈시게(真栗一茂)
최후의 자화상 사건의 범인
조각가 에시야 토고의 부인의 오빠 재산에 대한 탐욕 때문에 결국 에시야 토고를 죽이고 그의 부인인 자신의 여동생까지 죽인다.
네우로에게 트릭이 풀려 수수께끼를 먹히지만 중간에 난입한 괴도 XI의 방해로 인해 네우로는 수수께끼를 먹다 만다.
성우 - 야나가 히로시
호무라 테츠유키(穂村徹行)
전자인간 HAL과 히구치 유우야가 최초로 등장하는 시리즈에서 나온 방화범.
PC방에서 지능적인 방화사건을 일으키지만 결국 네우로에게 수수께끼를 먹힌다.
전자마약에 어중간하게 중독된 나머지 자신이 왜 이런 범행을 저질렀는지를 기억하지 못하는 아둔한 면을 보인 불쌍한 희생양 원작에서는 카사이 젠지로의 조카로써 등장하지만 애니메이션에서는 아무런 친관계도 없이 그냥 출현시켰다.(애초에 애니에서는 카사이는커녕 새로운 혈족도 등장하지 않는다.)
성우 - 나카무라 유이치
아야 에이지아(Aya Asia)
전 세계 3억장의 음반 판매량을 자랑하는 세계 최고의 여 가수. 본명은 아이자와 아야(藍坐端綾)
직접 제작한 특수한 음악 박자 리듬에 자신의 목소리를 짜넣어 노래를 불러 듣는 사람의 뇌를 울리게 해 자신의 노래에 사람들을 끌어들여 감동을 주는 능력을 지니고 있다. 네우로도 아야를 보고는 '마인인 이 몸도 아직 인간의 마음을 마음대로 움직이는 경지는 아니건만 인간 따위가 그 경지에 오르다니...'하면서 조그마한 경의를 표했다.
자신의 음악 프로듀서와 매니저가 목매달아 자살한 사건을 겪고 그 사건의 진실을 파헤쳐달라고 야코에게 의뢰한다. 하지만 정작 그 사건의 범인은 아야 본인
예전부터 언제나 자신의 마음속에 깊고 한 점의 빛조차 들어오지 않는 검은 어둠을 품어왔었으며 그 심적어둠을 이용해 자신만이 할 수 있는 특별한 노래를 불러왔었다. 하지만 프로듀서와 매니저의 자상하고 상냥한 태도와 따뜻한 마음은 점차 그녀의 마음 속에서 어둠을 몰아내기 시작했으며 아야는 그런 자신의 심적어둠이 물러나기 시작하자 자신의 노래가 힘을 잃어간다는 사실에 절망하고 결국 프로듀서와 매니저를 자신이 살해하기에 이른다.
야코와 네우로가 생방송 라이브 무대에서 진실을 밝히자 그 진실에 순순히 수긍하고 감옥에 들어간다, 감옥에 들어간 이후에도 야코와 네우로에게 많은 도움을 주고 상담도 해주는 역할로 등장한다.
- 프로필
  - 생일 : 3월 27일
  - 나이 : 26세
  - 신장 : 165cm
  - 체중 : 51kg
  - 지금까지 발매한 음반 CD 총 판매량(복역 전후 포함) : 7억 5천만장
  - 현재 삶의 낙 : 야코와의 대화
  - 현재 고민 : 조수란 발음이 상당히 미묘하게 발음하기 힘든 점

성우 - 타카야마 미나미
전자인간 HAL(電人HAL)
뇌 연구 분야의 1인자인 하루카와 에이스케(春川英輔) 교수가 자신의 뇌를 전자 상에 복제하여 만들어낸 일종의 전자 생명체 본래 사랑하던 여인인 혼죠 세츠나의 희귀 뇌사병을 고치기 위한 시작이었으나 결국 세츠나의 죽음과 그녀를 구해내지 못했다는 것에 대한 일종의 원망과 분노 그리고 그 분노와 원망과 함께 무참히 짓밟힌 자신의 긍지가 뒤섞이자 하루카와는 HAL을 무작위로 개조했고 결국 HAL은 가공할 위력을 지닌 전자마약으로 컴퓨터 밖의 세상의 인간들을 조종할 수 있는 무서운 존재가 되었다.
사람의 감정 안에 존재하는 심리적 욕구나 소망을 들어준다는 형식의 코스트를 이용해 특정 영상으로 뇌의 시냅스 회로를 분해하여 뇌 한 구석에 또 다른 별개의 인격을 만들어내는 무서운 병기인 "전자마약"으로 삽시간에 일본 인구의 절반을 전자마약 중독자로 만든다.
HAL은 전자마약으로 인해 수많은 사람들을 범죄자로 만들던 중 이 계획을 중지하려 했던 자신의 창조인인 하루카와 교수를 죽이고 독단적으로 행동하기 시작한다. 작중에서 최초로 네우로를 궁지로 몰아간 인물이며 자신을 지키는 3대의 보호 프로그램인 <스핑크스>와 최후의 방어막인 패스워드 입력을 포진한 채 네우로와 대결했지만 결국 스핑크스는 네우로와 고다이가 그리고 최후의 방어전선인 패스워드는 야코가 혼죠 세츠나에 대한 그의 과거를 알아내 그걸 단서로 풀어 해결했다.
결국 네우로에게 수수께끼를 먹히고 야코에게 자신을 삭제해달라고 부탁해 사라진다.
성우 - 츠카야마 마사네
오오스가 요리(大菅依)
X와 I와 동행하고 있던 범죄자 청년
X는 별칭으로 히루(ひる : 거머리 - 낮과 동음이의)라고 부르고 있는데 그 이유는 본래는 성실해보이는 그 겉모습을 보고 요루(よる : 의존하다 - 밤과 동음이의)라고 부르려고 했으나 그 안에 있는 추악한 거머리같은 범죄자의 모습을 보고는 히루라고 부르기로 했다고 함
시골에서 도시로 상경해 열심히 공부하며 지냈었으나 촌놈이라는 이유로 반친구들에게 왕따와 폭행을 당했었다. 결국 그에 대한 스트레스가 극에 달해 강력한 산성 액체로 자신을 괴롭힌 친구들을 습격해 얼굴을 녹여버리는 <용해 가면>이라는 범죄자로 활동하고 만다. 범죄를 저지를 때는 개미핡기 얼굴 모양의 탈을 쓰고 범죄를 저지른다.
친구들의 얼굴을 하나하나 녹여가며 범죄를 저지르던 중 그 친구들 중 한 명으로 변장해 있던 X와 조우. X의 무서우리만치 섬뜩하고 잔혹한 면에 홀려 결국 X와 I와 동행하게 된다.
전자마약의 힘을 흡수한 X의 세뇌로 인해 강력한 지능과 힘을 갖고는 일부러 수수께끼를 만든 후 네우로에게 덤벼드나 네우로에게 격퇴당한다. 하지만 이는 야코를 납치하려는 X의 눈속임에 불과했었다. 그 후엔 어떻게 되었는지 불명
- 프로필
  - 생일 : 9월 27일
  - 나이 : 21세
  - 신장 : 177cm
  - 체중 : 72kg
  - 지금까지 죽인 사람의 수 : 몸에 있는 거머리 문신의 수만큼
  - 고향 : 나름대로 좋아함
  - 마음의 고향 : 영화 <스탠바이 미>에 나오는 늪

혼죠 후미오(本城二三男)
하루카와 에이스케의 애인이었던 혼죠 세츠나의 아버지
마을 교외 강가에 종이박스로 만든 거대 아지트를 집 삼아 생활하는 무시무시한 괴짜
괴짜이긴 하지만 계산에 있어선 천재적인 솜씨를 발휘하며 그 계산으로 DR의 습격을 받아 홍수로 타격을 입은 도쿄 시내를 원상태로 복구시킬 방법을 내놓기도 했다.
야코와 강가에서 만나 허물없이 지내고 또 바이자야에게 목숨을 노리고 추격을 당하는 등 처음엔 아군의 모습을 보였으나 사실은 새로운 혈족의 일원이자 식스의 열렬한 추종자였다. 사사즈카를 함정으로 내몰아 죽게 만들었으며 혼죠 세츠나가 앓고 있던 희귀 뇌질환도 사실은 자신의 딸을 식스에게 스스로 바친 결과의 초래물이었던 것
자신의 딸인 세츠나가 식스가 만든 약물(후의 괴도 XI를 탄생시킨 약)로 인해 엄청난 고통을 받다가 결국 사망한 것에 대해 죄책감을 느끼고 살아왔으며 결국 야코에게 정체가 발각되자 야코 앞에서 세츠나에 대해 사죄하고 자신에게 스스로 독극물을 주사해 자살한다. 하지만 죽음의 순간 야코에게 식스가 숨은 본거지에 대한 결정적인 힌트를 알려준다.

### 새로운 혈족
작품 후반에 나오는 인류멸망을 꾀하고 움직이는 거대 조직. 아득한 옛적부터 뇌의 정향진화로 인해 다른 인간들보다 훨씬 더 자신의 능력을 강력하게 발휘할 수 있는 '신 인류'(新 人類)이다. 절대 악이라 불리는 식스를 중심으로 '다섯 손가락'이라고 불리는 간부들 그리고 식스의 자식인 '일레븐'(11 : 사이)과 그 아래에 있는 수많은 조직을 두고 있는 거대한 회사이다. 초 고성능으로 발달된 하이테크놀로지의 무기 과학과 인체 실험 연구를 자랑하며 간부인 '다섯 손가락'들은 그 힘으로 인해 마인과 견주어도 손색이 없을 만큼 강력한 힘을 지닌 돌연변이들로 구성되어 있다.
식스(Sicks / 6)
네우로의 숙적이자 마인의 천적 조직 <새로운 혈족>의 첨단에 위치한 존재이다.
먼 옛날 인류가 석기시대에서부터 청동기 시대로 넘어갈 무렵에 한 자루의 칼을 만든 대장장이가 있었고 그 대장장이의 집안은 대대로 무기를 만드는 것을 생업으로 삼았다. 단 무기를 만드는 비법이나 센스는 "어떤 칼을 만들어야 훨씬 더 잘 죽일 수 있을까?"였기 때문에 그 집안들은 대를 물려가면서도 계속 살인을 계획하고 저질렀으며 대를 물려갈수록 점점 더 사악해져 갔다.
결국 그렇게 7000년의 세월이 흘러 그 일족의 악의는 상상조차 할 수 없을 정도로 커져 갔으며 그 악의가 결국 인류 최악의 악마이자 비정상적인 마지막 후손인 '식스'를 만들어내고 만다. 초기엔 그저 칼을 만드는 일개 대장장이 집안이었으나 현대에 와서는 전 세계의 무기를 지배하는 경영자이자 컴퓨터, 생물, 제약 부문 등의 모든 분야의 힘과 지식을 전부 거머쥔 절대 돌이킬 수 없는 '마왕'이 탄생했다.
태어날 적부터 잔학성과 악의를 발휘했으며 신생아 시절에는 같은 신생아실에 있는 모든 아기들의 경동맥을 면도칼로 끊어버리는 경악스러운 행동을 했고 2살 적에는 어머니를 자살로 위장해 죽이고 5살 적에는 아버지를 상자에 쑤셔 넣어 으깨 죽인 잔학한 인물
초반에 네우로의 숙적으로 나온 괴도 사이는 사실 식스의 클론이었으며, 사이를 통해서 만들어낸 초 고속 강화 및 재생 세포 수십년 간의 생체 실험으로 완성된 생체 금속 순간기억능력에 더불어서 수하였던 '다섯 손가락'의 특기인 능력이었던 땅을 꿰뚫어보는 힘 물을 조종하는 힘 인간의 심리를 조종하는 선동력 등등 식스는 이 모든 것을 전부 다 가진 진정한 절대 악인 것이다.
자신을 '신 인류'라 지칭하고 있으며 자신을 제외한 모든 구 인류들은 멸망해야 마땅하다는 비상식적인 가치관을 지니고 있다. 애초에 뇌의 정향 진화로 인해 뇌에 맞게 발달된 DNA가 다른 생물들보다 너무나도 지나칠 정도로 이질적이고 강한, 원 종류 자체가 마인인 네우로와 견주어도 손색이 없을 정도로 공포스러운 악마 네우로의 거침없는 무패 행진을 아주 제대로 밟아 막은 인물이다.
하지만 결국 상공에 펼쳐진 최후의 스텔스 기 전투에서 네우로의 '이블 메탈'과 마력 주입에 의한 고통 그리고 마하 2의 음속으로 돌진하는 제트기로 인해 세포 하나하나가 네우로의 신발을 핥으면서 죽고 만다.
괴도 XI(사이)
짧게 자른 은발과 공허한 비취색 눈동자를 지닌 소년 작품 초반에 등장해 물건을 훔친 장소 부근에 사람을 갈아 으깨넣은 <붉은 상자>를 놓아두는 엽기적인 범행 수법으로 이목을 끌었었다.
식스의 클론을 개조한 모르모트이며 다른 생물에 비해 엄청나게 발달한 식스의 뇌와 실험을 통해 만들어진 강화 세포를 지녔기 때문에 다른 이보다 남다른 지적 사고능력 관찰력 그리고 마음대로 변환하는 무시무시한 신체를 무기로 사용한다. 본래 더욱 더 진화를 시키기 위해 식스가 사회에 내보낸 다음 5년 ~ 6년 정도 활개치게 놔두다가 회수할 예정이었으나 회수할 시기가 다가오던 때 X가 I를 만나버림으로 인해 마음대로 활개치는 것이 아닌 은밀하게 정체를 숨기고 세상에 숨어든 괴도로 변신했기 때문에 회수가 조금 늦어져 X가 괴도로 활동할 수 있었다.
자신의 존재에 의문을 가지고 있었으며 사람을 갈아 으깨 상자에 넣어두는 이유는 자신이 누군지를 전혀 모르기 때문에 사람이 어떤 존재인가가 궁금하기 때문에 사람의 몸을 열어서 알맹이를 확인하고 있다고 한다. 본래 너무나도 강력한 뇌에서 내보내는 전기신호를 육체가 견디지 못하고 붕괴될 위험이 있기 때문에 일정 수준 이상의 한계치에 도달하면 뇌세포가 자동적으로 변형해 리셋을 하게 되는데 그 때마다 X는 자신이 뭘 해왔고 어디 있었는지 또 자신은 누구였는지를 늘 잊어버리게 되어 고뇌한다.
최초에 식스에 의해 탄생한 그 혹은 그녀는 처음엔 X란 이름으로 활동을 했으나 북한에서 만난 테러리스트 I를 만나서 그를 만난 후 이름은 사이(XI)로 고쳐 활동하기 시작했다. I는 조국이라는 정체성을 잃어버린 테러리스트 X는 자기 자신이라는 정체성을 잃어버린 생물 병기로써 서로 의지하며 살아가며 X는 자신의 알맹이를 보기 위해 살인을 저지르고 I는 그런 X의 정체를 알기 위해 열심히 X를 서포트한다.
하지만 결국 I가 식스에게 죽은 후 식스에게 붙잡혀 돌아오게 되고 지독한 인체 실험을 당한 끝에 원래의 모습인 식스의 여체화 형태로 변해버리고 식스를 '아빠'라고 부르며 따르게 되었다. 일레븐으로 각성했을 때에는 완성품으로 진화했기 때문에 세포 변형을 이용한 둔갑능력도 훨씬 더 강화되어 마인인 네우로도 알아차리기가 힘들게 되었으며 극한으로 발달된 관찰력은 타인의 안면 근육의 움직임과 그 움직임을 뇌에 전달하는 전기신호를 캐치해 타인의 뇌를 들여다보는 수준까지 발달하게 되었다.
하지만 야코와의 대결에서 야코의 진심어린 설득과 I에 대한 기억을 떠올리고 일레븐의 모습에서 다시 X의 모습으로 돌아와 식스를 공격 식스의 심장을 뜯어 치명상을 입힌다. 결국 식스가 신체 내에 설치해 둔 자폭장치로 인해 치명상을 입고 최후를 맞이한다.
참고로 바뀐 이름인 '일레븐'은 사이의 로마자 표기인 XI를 숫자로 읽은 것
- 프로필
  - 본명 : <괴도 X>
  - 생일 : 자유자재
  - 나이 : 자유자재
  - 신장 : 자유자재
  - 체중 : 자유자재
  - 진짜 얼굴 : 지금의 얼굴
  - 진짜 자신 : 지금의 자신
  - 좋아하는 것 : 괴도 XI가 좋아하는 것
  - 싫어하는 것 : 괴도 XI가 싫어하는 것

- 성우 - 박로미

DR(Dragon)
새로운 혈족의 간부인 '다섯 손가락' 중 새끼 손가락.
인종차별주의가 만연한 상당히 거만하고 성격 더러운 남성 새로운 혈족인 자신을 인간보다 훨씬 더 우월하고 지적인 존재로 여기고 있으며 다섯 손가락 중에서 가장 먼저 네우로와 대결한 인물
과거 중국의 황하 문명 때 누구보다 훨씬 더 남다른 물의 지식으로 치수(治水)를 전문으로 하던 한 일족의 후손이며, 그 힘의 진화로 인해 물의 흐름을 예측할 수 있고 그 흐름을 인위적으로 제어하는 것이 가능한 인체 실험 강화 인간. 물이 어떤 식으로 흐르며 어떤 방향을 내야 더 빠르게 흐르는지 그리고 어떻게 조절해야 한 순간에 도시를 쓸어버리는 지를 즉석에서 계산이 가능하다.
자신의 능력을 이용해 거대 댐을 붕괴시켜 도시 한가운데에 대 홍수를 일으켜 네우로의 식량인 수수께끼를 지닌 인간들을 대다수 쓸어버리고 네우로를 무차별적으로 공격한다. 새로운 혈족이 인류에게 향하는 악의의 첫 장을 장식한 인물.
하지만 결국 그로 인해 극도로 분노한 네우로의 '이블 토춰러'로 인해 무지막지하게 고문을 당한 후 자신이 일으켰던 홍수에 되려 휩쓸려 사라진다. 그 후 어찌어찌해서 홍수에서 탈출하는 것은 성공하지만 네우로에게 패배해버린 이상 더는 도움이 안 된다는 이유로 식스에게 명령받아 온 같은 새로운 혈족인 카사이 젠지로에게 결국 살해당한다.
참고로 코드네임인 DR은 본인의 본명인 'Daniel Rousseau'를 줄인 것으로 추정
- 프로필
  - 생일 : 3월 2일
  - 나이 : 27세
  - 신장 : 178cm
  - 체중 : 94kg
  - 이 세상에서 가장 거룩한 존재 : 식스
  - 그 다음으로 거룩한 존재 : 자신
  - 좋아하는 음악 : 아악(雅樂)

테라(Terra)
새로운 혈족의 간부인 '다섯 손가락' 중 약지 손가락
부동산 중개업을 했었던 연한 하늘색 머리칼을 지닌 약간 느끼하게 생긴 남성
천성적으로 여성에게 삥을 뜯기는 체질인 듯하여 언제나 여성을 만날 때마다 옷가지고 돈이고 다 뺏기고 알거지가 되어버린다.
공원에서 네우로에게 여자에 대해 질문을 하면서 아주 싹싹한 태도로 접근하지만 곧이어 그 잔혹한 실체를 드러내고 네우로를 공격한다.
과거 다른 대륙으로 건너가 그 대륙의 자원을 빼앗고 그 대륙을 식민지로 삼아 개척하고 정복했던 유럽인들의 후손이며 그들의 악의가 정향진화를 이루어 낸 산물로 땅의 구조를 예측할 수 있고 그 예측한 구조를 자신이 조절이 가능하게 된 인간 땅의 급소를 파악해 내고 그 급소를 파괴해 수백km 일대의 모든 대지를 갈라버리기도 하며 지하에 어떤 구조가 있고 또 그 근처 지질에 어떤 이변이 올 것인지도 미리 예측이 가능하다. 또 XI의 강화세포를 전신에 심어 체내에 수많은 무기들을 보유하고 있다.
급작스럽게 공격해 온 DR과는 달리 초장부터 당당하게 네우로에게 공격선언을 하고 도전을 해 온다. 대지의 급소를 건드려 그 일대의 땅을 전부 다 파괴해버리는 방식으로 테러를 저지르려 했으며 6만 t이 넘는 대형 빌딩을 망치로 삼아 그 근처에 있던 고층 빌딩 공사판을 대지에 박아 그 충격으로 도쿄 일대를 두 동강 내어 바다에 가라앉히게 하려는 계획을 꾸몄다. 그것뿐만이 아니라 도로 타일 밑에 수많은 인간들을 생매장에 인질로 잡고는 네우로를 협박하기까지에 이른다. 하지만 그 빌딩은 네우로가 '이블 트리' 2그루로 어떻게든 막아내는 데에 성공 이 때 가세한 사사즈카의 도움으로 인해 테라가 데미지를 입고 네우로가 인질들에게 테라의 얼굴을 보이면서 인간들에게 새로운 혈족의 존재를 알린 후 2억 볼트 짜리 전선을 이용해 아주 깔끔하게 세포를 태워 마무리를 한다.
아름다움을 추구하며 추한 것을 싫어하는 성격 얼굴에 손을 대는 것을 특히나 싫어하는 이유는 후에 식스가 만든 아름다운 이상향의 세계를 설령 자신의 몸이 망가져도 자신의 얼굴은 옛적 그대로 나둔 후 보겠다는 열망 때문이다. 그 고집은 매우 철저하여 육체 강화를 위해서 전신에 XI의 강화 세포를 심었으면서도 유일하게 얼굴에만은 전혀 손을 대지 않았을 정도 하지만 네우로는 테라의 세포 자체를 아예 뿌리채 태워버린 후 머리만 남겨둔 채 '이블 서페이서'로 보관 테라 본인에게 분노로 일그러진 그의 얼굴이 비춰진 거울을 보여주면서 엄청난 치욕과 고통을 동반한 최후를 안겨주었다.
- 프로필
  - 생일 : 8월 24일
  - 나이 : 25세
  - 신장 : 186cm
  - 체중 : 81kg
  - 이 세상에서 가장 아름다운 존재 : 식스
  - 그 다음으로 아름다운 존재 : 자신
  - 쉽게 간파한 장소 : 도쿠가와 막부의 매장금이 묻혀있는 장소

바이자야(Vhaijaya)
새로운 혈족의 간부인 '다섯 손가락' 중 중지 손가락
과거에 고다이와 친분이 있었던 인도인 청소년으로 고다이는 그를 '찌남이'라고 부른다. 주황색 모자와 탁한 베이지색 목도리에 녹색 자켓을 두른 음침하고 조용한 이미지의 소년 코드 네임인 바이자야는 인도 어로 '승리'라는 뜻이다.
과거 식물에 대한 약학(藥學)의 대가였던 의사이자 주술사였던 일족의 후손으로 그 고대 의술의 지식이 유전자에 새겨져 현재까지 내려온 결과 식물을 자유자재로 조종이 가능하게 된 인간 식물을 말려 그 뿌리가 받치고 있던 지형을 바꾸거나 다른 식물들을 죽여 자신이 생명을 유지해나가는 형태를 지닌 식물의 독을 조종하고 식물의 소리로 적의 위치를 파악하는 등 다양한 능력을 보유 또한 XI의 강화 세포에 의한 육체 강화는 물론이고 거기에 더불어서 식물 자체를 몸에 동화해서 자신의 육체적 능력과 식물 조종 능력을 보완하기까지 하였다.
식스의 정보를 아는 제보자의 입을 막으라는 제뉴인의 명을 받고 출동 식물의 독성 세포가 든 씨앗 모양의 탄환을 이용해 사람들을 폭사(?)시키는 사건을 일으키고 그 후에도 제보자인 혼죠 교수와 야코 일행을 없애기 위해 추격전을 벌임. 카사이 젠지로와 협력해 호텔 안에서부터 인근의 숲까지 무시무시한 집념과 실력으로 야코 일행을 추격한다. 그 와중에 과거 친구였던 고다이에게 치명상까지 입힌다.
하지만 네우로가 트릭을 풀고 고다이가 같은 독성 세포를 바이자야에게 빼앗아 도로 바이자야에게 주입해 패배했다.
어릴 적부터 약한 자신을 증오하고 약했기 때문에 아버지에게 이용만 당하다 죽은 어머니에 대한 트라우마로 인해 강함에 대한 열망과 동경을 강하게 키워왔었다. 강해지고 싶었기 때문에 식스의 조직으로 들어간 것이었지만 결국 쓰러질 때 식스가 걸어둔 뇌사 최면의 스위치가 켜져 자기 스스로 자해를 시도 뇌사 상태에 빠져 죽는다.
- 프로필
  - 생일 : 9월 3일
  - 나이 : 18세
  - 신장 : 167cm
  - 체중 : 62kg
  - 주술사로서의 재능 : 선천적으로 완벽
  - 저주해야 할 대상 : 힘 없는 모든 것들
  - 저주에 실패한 경우 : 전에 한 번 카사이에게 탄생 저주랍시고 해줬는데 카사이에게 된통 혼났다.

제뉴인(Genuine)
새로운 혈족의 간부인 '다섯 손가락' 중 검지 손가락
진한 분홍색의 부드러운 머릿결과 아름다운 외모, 그리고 글래머러스한 몸매에 딱 달라붙는 분홍색 드레스를 입고 있는 굉장히 아름다운 여성
식스가 부재 시 혈족 전체를 지휘하는 역할을 맡으며 혈족 사람들에게는 '마녀' '여왕'으로 통용된다. 본명은 제니퍼
뉴인(Jeniffer Nuine)
SM을 굉장히 선호하며 식스를 이 세계 최강의 S로 존경하고 있다. 자신은 세상의 모든 자들 위에 군림하는 S이되 오직 식스에게만 맞는 M이 되는 것이 꿈
전직은 유명 영화배우였으며 그 당시에도 극도의 S였으나 이후 식스를 만나게 되면서 식스에게 빠져들게 되어 그의 수하가 된다.
과거 중세 시대 때 마녀 사냥이 붐을 일으키던 시절 뒷세계에서 교묘하게 불화를 퍼뜨려 많은 인간들 사이에 전쟁을 일으키고 그것을 구경한 진짜 마녀의 후손이며 그것이 진화를 이뤄 현대까지 내려온 결과 공기와 분위기를 자유롭게 제어하고 인간을 조종하는 탁월한 선동 능력을 발휘하는 인간이 되었다. 그녀의 가벼운 조작과 말 행동만으로 적들을 혼란에 빠뜨려 자기들끼리 내분을 일으키게 만들 수도 있고 그녀의 매력에 빠져든 수많은 노예 수하들을 강화 & 교육시켜 자기 명령이라면 뭐든 듣는 살육 인형 즉 '팬'으로 만들어 타인을 없애게 만드는 것도 가능
초반엔 지원군으로 등장한 경찰 부대를 트릭으로 자멸까지 몰아가고 자신의 능력과 육체 강화로 중무한 '팬'들을 이용해 공격하는 등 우세한 모습을 보였으나 이미 모든 공략을 준비해 온 네우로에게 자신이 키워놓은 '팬'들을 몰살당하고 뇌에 직접 마력을 주입당해 모든 기억 및 사고회로를 뺏기는 굉장히 어이없는 모습을 보여준다. 심지어 남겨진 마지막 팬 하나는 야코의 편으로 돌아서기까지 했다.
네우로의 뇌 조작으로 식스의 정체에 대해 일부를 네우로에게 폭로했으나 네우로가 식스의 본거지 및 은신처를 물어보자 식스에 대한 과거 기억을 떠올리고 스스로 그 최면을 해제시켜 기억을 되찾고 네우로의 앞에서 남아있던 자신의 하인을 다시 자신의 휘하에 둔 다음 자신과 함께 폭파시킨다.
네우로가 유일하게 "이 몸을 멋들어지게 이긴 혈족이다. "라고 칭찬했다.
- 프로필
  - 생일 : 6월 18일
  - 나이 : 51세
  - 신장 : 177cm
  - 체중 : 56kg
  - 특기 : 선동, 조교, 채찍질 검정 1급
  - 최종 주인님 : 식스
  - 경이로운 젊음의 비결 : 쓸데없이 섹시한 것

카사이 젠지로(葛西善二郎)
새로운 혈족의 간부인 '다섯 손가락' 중 엄지 손가락
험상궂은 눈매와 날카로운 검은 머리칼 그리고 푹 눌러쓴 모자로 인해 마치 살인범같은 이미지를 풍기는 청년 이마에는 과거 행방을 감추기 전에 마지막으로 일으켰던 방화 사건 때 식스가 손수 지져서 새긴 '火'자의 화상 흉터가 있다.
살기가 넘치는 다른 손가락들에 비해 유머감각이 있고 가벼운 이미지이지만 진지하게 나설 때는 말 그대로 잔혹무도한 방화마 자신에게 담배를 끊으라고 호통을 친 노파를 그냥 무덤덤하게 자판기에 매다꽂을 정도
발화 능력을 사용하여 손에서 자유자재로 불을 일으키며 적을 공격하지만 실은 카사이는 강화 인간이 아닌 그냥 기계적 속임수를 써서 불을 뿜었던 것
방화에 대해 광적으로 보일 만큼 자부심과 미학을 가지고 있으며 다른 새로운 혈족 간부들과는 달리 아무런 개조 수술을 하지 않았던 것은 진짜배기 범죄는 초능력이나 강화 세포 따위에 운운하게 되면 미학이 사라지기 때문이라고 한다.
결국 사사즈카의 죽음으로 인해 분노한 우스이의 사생결단 요격으로 궁지에 몰리고 최후에는 경찰 하야사카 형제에게 포위된 가운데 만면에 사악한 미소를 띠며 미리 준비해두었던 자폭 장치로 폭사하지만 권말에서 살아있는 모습으로 등장한다.
- 프로필
  - 생일 : 9월 1일
  - 나이 : 41세
  - 신장 : 179cm
  - 체중 : 88kg
  - 하루에 피우는 담배량 : 8갑
  - 불에 관한 구닥다리 개그 레퍼토리 : 1000개 이상 소유
  - 선천적인 범죄자로서 유일하게 후회하는 일 : 버블경기 속에서 한몫 챙기지 못한 것

## 네우로의 마계 도구
마계에서 온 마인인 네우로가 인간계로 넘어올 때 같이 가져온 마계의 도구들로, 네우로가 수수께끼를 풀 때나 범인을 처단할 때 유용하게 사용된다. 제각기 특수한 능력을 지니고 있으며, 크게는 '마계 777 도구'와 '마제 7대 병기'의 2가지로 분류된다.

### 마계 777도구(魔界 777能力)
마계에서 만들어낸 다양한 기능이 탑재되어 있는 도구들의 총칭, 그 이름처럼 777개인 듯하며(어디까지나 추정. 실제로 다 나온 적은 없다) 그 종류에 따라서는 단순히 주변의 정보를 수집하는 수사용에서부터 범인을 처리하는 '가벼운' 정도의 공격용 도구, 그리고 '가벼운' 정도로는 안 끝나는 위험한 수준의 공격 도구 등이 다양하게 존재한다.
이블 일루젼(환각의 색안경)
애니메이션 오리지널 기술. 마계 777 도구들 중 하나. 눈알이 촘촘히 달린 녹색 우산처럼 생겼으며 이 눈알을 본 자는 캄캄한 어둠 속에서 온갖 눈알들이 자신을 쳐다보는 듯한 환각에 빠지게 된다.
이블 프라이데이(마계의 응시충)
마계 777 도구들 중 하나. 수십 개의 눈이 뭉쳐진 형태의 도구로, 그 눈알 하나하나가 제각기 흩어져 작은 벌레같은 형상으로 변해 주변의 놓치기 쉬운 단서와 소리 등을 탐지해낸다. 모든 눈알들이 보고 들은 정보들은 전부 네우로에게 전송된다.
이블 스크립트(2차원으로의 침략자)
마계 777 도구들 중 하나. 네우로의 손이 변화한 기계틱한 형태의 손으로, 컴퓨터 내에 손을 집어넣어 그 손 자체(정확히는 네우로 본인)가 데이터화하여 정보에 직접 접속, 데이터 방화벽이라든가 그런 장해물을 전부 무시하고 원하는 정보를 캐낼 수 있다. HAL 사건 때에는 일반형 이블 스크립트로 먹히지가 않자 강화형으로 버전업해서 침투한 적도 있다.
이블 쟈베린(단면으로의 투척)
마계 777 도구들 중 하나. 외형은 거대한 언월도처럼 생긴 도구지만, 공격용이 아니기에 물리적인 물체 파괴는 불가능. 물체를 베는 게 아니라 투과해 통과하며, 그 칼날이 통과한 물체의 원 재료를 해석해준다.
이블 코미디(환각의 희극)
애니메이션 오리지널 기술. 마계 777 도구 중 하나. 환각을 보여주는 나방 모양을 한 안경, 통각 신경에 연결한 후 엄청난 고통과 공포가 엄습해 비명을 지르고 싶어도 마음대로 지르지도 못하고 오직 웃는 것밖에 할 수 없게 만든다.
이블 블라인드(무기력한 환등기)
마계 777 도구들 중 하나. 육망성의 형태를 한 커다란 틀로, 그 안을 통과한 사람들의 '존재 해상도'를 극단적으로 낮춰서 존재감을 없애준다. 실제론 있다는 것을 알고는 있어도 아무도 신경을 쓰지 않아, 마치 거기에 없는 사람처럼 타인에게 들키지 않고 돌아다니는 것이 가능. 원래는 상대 몰래 접근해 해치우는 암살용이지만 잠입 수사용으로도 사용 가능. 다만 유효 시간이 짧다는 것이 단점이다.
이블 스토커(지옥으로의 추적자)
마계 777 도구들 중 하나. 눈이 여러 개 달린 작은 파리 비슷하게 생긴 벌레. 사람들의 눈에 띄지 않고 아무도 모르게 특정 대상을 쫓아다닌다. 이게 붙어있는 이상 언제든지 사용자인 네우로가 원하기만 하면 그 추격 대상의 위치를 포착 가능.
이블 스트링거(고문 악기 요요 마귀)
마계 777 도구들 중 하나. 인간에게 기생하여 음악을 연주하는 박쥐형의 고문용 도구. 첼로 비슷하게 생긴 악기의 연주를 위해 인간의 머리에 달라붙어 그 숙주의 통각 신경 섬유를 끌어다 연주를 개시한다. 당하는 쪽은 신경에 직접 고통을 찔러넣어주는 지옥을 맛보게 된다.
이블 로우 빔(엿보이는 그림자)
마계 777 도구들 중 하나. 네우로의 손가락 끝에서 튀어나온 기계로, 여기에서 나오는 빔을 눈에 맞으면 그 망막에 주변 모든 사람들이 자신을 쳐다보는 듯한 영상이 새겨져 신경 불안 증상이 생겨난다.
이블 인솔(마계 무좀)
애니메이션 오리지널 도구. 마계 777 도구 중 하나. 핑크색의 여장 남자 형태의 작은 벌레 형태를 띠고 있는 상당히 기분 나쁘게 생긴 물체, 이 생물은 신발 안에 들어가야만 안정을 되찾는 경향이 있으며, 이걸 사람의 깔창에 깔면 깔창 안에 잡균을 번식시켜 그 사람의 발의 지문, 즉 족문(足紋)을 전부 다 완벽하게 채취할 수 있다는 것이 장점. 단 오래 깔고 있으면 마계의 바이러스균이 침투해 깔린 사람의 발에 엄청난 무좀을 걸리게 한다는 것이 단점.
이블 픽셔네스(마계 사칭)
애니메이션 오리지널 도구. 마계 777 도구들 중 하나. 코주부 형태의 울고 있는 남자 얼굴 모양의 작은 귀고리, 이 귀고리를 귀에 달면 그 어떤 사람도 자신이 만든 허구의 인물로 신분을 사칭해 속일 수 있다. 단 제한 시간은 30분이며 30분이 지나면 이 귀고리가 귀를 통해 체내로 침투, 내장을 전부 다 갉아먹어 버린다.
이블 캔슬러(독 들어간 소독액)
마계 777 도구들 중 하나. 네우로의 입에서 토해져 나오는 액체로, 이걸 뒤집어쓰면 그 액체가 색을 발해 주변과의 색채 차이를 상쇄, 마치 카멜레온같은 효과를 발휘해 주변에 동화되어 누구의 눈에도 띄지 않을 수 있다. 유효 시간도 오래 가기에 미행이나 잠입 수사엔 적합하지만, 감출 수 있는 건 어디까지나 시각 뿐이고 소리는 그대로라는 것이 단점.
이블 코쿤
마계 777 도구들 중 하나. 액체를 사람 등에 살짝 발라주면 다른 사람들의 눈엔 그 사람이 무슨 엽기적으로 생긴 괴물처럼 보인다.
이블 드롭(눈가림 안약)
마계 777 도구들 중 하나. 보통 안약처럼 생겼지만, 이걸 눈에 떨어뜨리면 눈을 깜박이는 것만으로도 눈에서 뿜어져 나온 파괴광선이 목표물을 소멸시킨다.
이블 바저(마계 위장충)
마계 777 도구들 중 하나. 편식이 매우 심한 마계 벌레로, 사람의 위 속에 기생하고는 그 사람의 뇌를 지배해서 특정한 음식만을 계속 먹게끔 한다. 만일 안 먹고 거부했다간 호흡이 멎어 죽음.
이블 스티커(마계의 위치 추적기)
마계 777 도구들 중 하나. 탐지기 기능을 하는 스티커로, 손가락에 붙여두면 추적 대상이 있는 곳에 가까이 갈수록 그 손가락이 꼿꼿이 세워진다. 다만 스티커를 붙일 손가락을 잘 고르지 않으면 자칫 욕(凸)하는 걸로 보일 수도 있으니 주의.
이블 풀 페이스(공허한 흉상)
마계 777 도구들 중 하나. 공중에 떠 있는 기묘한 형상의 도구로, 사용과 동시에 위쪽에서 연막을 내뿜어 주변 일대의 시야를 완전히 가린다.
이블 디버시(마계 전지)
마계 777 도구들 중 하나. 마력이 담긴 배터리로, 네우로가 항상 머리에 달고 다니는 삼각형의 마력 전지와 비슷한 형태의 도구. 마력을 근원으로 살아 움직이는 아카네에게 이걸 장착하면 본체에서 떨어져서도 오랫동안 활동이 가능하다.
이블 스테이션(지옥의 게임릴레이)
마계 777 도구들 중 하나. 마계의 게임기. 사용하면 주변 일대가 마계의 모습으로 바뀌는 입체영상 게임이다(하지만 괴물이 사람을 물어뜯기도 하기 때문에 정말로 입체영상인지는 의문). 네우로 말로는 '연애 시물레이션'같은 거라고 하지만 실제로 행해지는 건 괴물들의 죽고 죽이는 배틀 로얄로밖에 안 보임.
이블 체인 쏘우(마계 전기톱)
마계 777 도구들 중 하나. 단순하게 나무를 베는 데 사용하는 전기톱. 재밌는 것은 이 전기톱을 움직이는 동력은 눈이 하나밖에 없는 작은 동물이 마치 햄스터가 쳇바퀴 굴리듯이 톱날을 움직인다는 것.
이블 윈도(2차원의 뒷창)
애니메이션 오리지널 도구. 다른 차원(마계)과 연결된 거대한 문, 문이 열리면 이 세상에 존재할 리가 없는 괴생물체가 나오는데 뭐가 나오는지는 그 때마다 랜덤으로 매번 다르다.
이블 버터플라이(지옥의 지옥 귀)
마계 777 도구들 중 하나. 귀처럼 생긴 형상이 나비 날개처럼 기묘하게 변한 듯한 모양의 도구. 도청 능력이 있어서 벽에 붙이면 반대쪽의 소리를 들을 수 있다. 한 세트인 이어폰을 귀에 달면 그 소리를 들을 수 있는데, 다만 단점이라면 가끔 이어폰 쪽이 재채기를 하는데 그 때마다 긴 가시가 솟아나와 자칫 잘못하면 뇌를 관통당할 수도 있다는 것.
이블 앰플(마계 브레인)
마계 777 도구들 중 하나. 이 약을 먹으면 뇌가 활성화되어 두뇌 회전이 2배로 빨라진다. 약효가 10배 이상으로 강력한 마인 전용의 강화판도 있지만, 이쪽의 경우엔 인간이 먹었다간 과도하게 활성화된 뇌의 폭주로 앓아누워 버린다.
이블 리플렉터(추악한 몸 거울)
마계 777 도구들 중 하나. 사방에 거울 조각을 두르고 있는 여왕 같은 형상을 한 거대한 도구. 자신을 향해 날아온 물체를 거울로 흡수, 반사하여 그 속도 그대로 정확히 왔던 방향을 향해 반사시키는 능력을 갖고 있다.
이블 블리저드(마계 눈 폭풍)
마계 777 도구들 중 하나. 외형은 양옆에 날개가 달린 눈사람처럼 생겼으며, 비행 능력이 있어서 하늘을 날아다니며 지상으로 눈을 뿌려주는 도구. 사람들에게 눈 내리는 아름다운 경치를 보여준다. 다만, 그 눈은 강산성이기에 맞은 사람은 피부가 녹아내리는 지옥도가 연출된다는 게 문제. 정확히는 이건 마인에게나 아름다운 경치지, 인간들에겐 처참한 몰살 외에 아무것도 아니다.
이블 레이피드(초고속 드라이브)
마계 777 도구들 중 하나. 마계의 자동차. 단 1초만에 마하의 가속도가 붙는 초가속의 자동차로, 인간이 탔다간 목숨을 보장할 수 없다.
이블 서라운더(성벽의 이끼)
마계 777 도구들 중 하나. 먹이인 금속에 달라붙어서 자라며 외부의 존재로부터 자기 먹이를 지키는 마계 식물. 길게 뻗어나온 줄기들로 자신들이 달라붙은 금속에 접근하는 적들을 쳐낸다.
이블 센티피드(발자국 벌레)
마계 777 도구들 중 하나. 신발들이 모여서 만들어진 지네같은 형상을 한 도구. 주변 일대의 발자국들을 네우로와 그가 원하는 사람만이 볼 수 있는 형태로 전부 실체화하여 그 주인에게 달라붙게 만든다. 그 주변을 많이 돌아다닌 사람일수록 발자국도 더 많이 달라붙게 된다.
이블 라벤더(꽃과 악몽)
마계 777 도구들 중 하나. 드릴 같은 형상을 한 도구로, 그 끝으로 적의 몸을 찌르는 순간 손처럼 생긴 꽃이 잔뜩 핀 식물 줄기가 발아하여 적의 몸 속에서 터져나오는 공격용 도구.
이블 프레셔(지옥 안마기)
마계 777 도구들 중 하나. 거대한 기계처럼 생긴 도구로, 상대방의 근육 섬유를 엉망진창으로 찢어버리는 강력한 마계의 전류를 내뿜는 도구.
이블 테이스터(미궁의 맛)
마계 777 도구들 중 하나. 혓바닥처럼 생긴 도구로, 실제로 다른 사람의 혀에 덮어씌우는 용도로 쓰인다. 이걸 착용하고 있으면 미각이 비틀려 단맛과 짠맛, 매운맛과 쓴맛이 각각 뒤바뀌어 느껴지게 된다.
이블 카펜터
마계 777 도구들 중 하나. 전신이 작은 인부들과 각종 공구들로 이루어진 커다란 인부의 형상을 한 도구로, 사용시엔 작은 인부들이 제각기 떨어져 나와 각자 공구를 들고 주변의 것들을 분해하고 수리하는 등의 일을 수행한다.
이블 토춰러
마계 777 도구들 중 하나. 세 쌍의 날개로 이루어진 도구로, 사용자인 네우로의 등 뒤에 달라붙은 채 네우로가 원하는 대로 움직인다. 첫 번째 날개는 길게 뻗어나와 적의 몸을 휘감아서 움직임을 봉쇄, 그리고 두 번째 날개에서 나온 촉수들이 적의 몸에 파고들어 그 안에서 작은 톱날 날개로 몸 속을 갈기갈기 찢으며, 세 번째 날개는 물을 끌어올려 적에게 강제적으로 들이붓는 물고문을 시행한다.
이블 건틀렛
마계 777 도구들 중 하나. 두더지와 사람 손이 뒤섞인 것 같은 형상의 도구로, 땅 속을 이동하다가 상대의 바로 밑에서 튀어나와 상대의 발을 붙잡아 움직임을 봉쇄한다. 악력이 장난이 아니기에, 일단 붙잡히면 다리를 찢어내지 않고서는 탈출은 불가능.
이블 서페이서
마계 777 도구들 중 하나. 증거품 등의 이유로 인간의 시체 등등을 보존할 때 쓰이는 도구. 순간적인 코팅으로 대폭발 속에서도 상처 하나 없이 보호해내는 것이 가능하다.
이블 스톨
마계 777 도구들 중 하나. 몸에 달라붙는 점퍼와 목도리의 모양을 한 도구. 네우로 자신이 정말로 목숨이 위험할 정도로 마력 고갈 상태가 되었을 때 사용하는 비상용 도구로, 이 옷들을 몸에 걸친 채 가만히 있으면 대기 중에 떠돌던 미세한 마력들을 긁어모아서 몸에 충전시켜 준다. 단점이라면 워낙에 미세한 마력을 모으는 거다 보니 충전 시간이 꽤나 오래 걸린다는 것과, 도중에 몸을 움직이면 기껏 모은 마력이 흩어져 버린다는 것.
이블 슬링거
마계 777 도구들 중 하나. 해골 문양이 중간중간 새겨져 있는 용수철 비슷한 도구. 용수철과 고무줄이 혼합된 듯한 기능으로, 물체를 마치 새총처럼 강하게 쏘아 멀리까지 날려버릴 수 있다.
이블 디멘션(보편의 아공)
마계 777 도구들 중 하나(?). 굳이 말하자면 타임머신. 네우로 단행본 22권의 권말에서 등장한 도구로, 시간 이동이 가능함. 작중에선 3만년 전으로 간다는 게 실수로 3년 후로 가버렸다. 어차피 본편이 아닌 권말인 데다가 스토리도 완결이니 그냥 막나가 보자는 생각이었는지, 완전히 설정을 무시해버린 말도 안 되는 도구.

### 마제 7대 병기(魔帝 7大 兵器)
본래 마계의 마왕을 수호하기 위해 만들어진 7가지의 병기를 총칭하는 말. 그 성능은 단순히 공격이 가볍다거나 정보 수집용이라거나 하는 차원을 뛰어넘어서, 대인용의 도구가 아니라 어디까지나 인간을 넘어선 괴물급을 상대할 만한 어마어마한 파괴력을 자랑하는 위험천만한 무기들뿐이다.
이블 아쿠아(심해의 증발)
마제 7대 병기들 중 하나. 마계에서도 몇 명밖에 쓰지 못한다는 최고위 도구. 거대한 물고기와 약간 작은 6개의 물고기처럼 생긴 초대형 포대에서 뿜어져 나오는 파괴광선이 전방의 모든 것을 한순간에 날려버린다. 그 위력은 인간계라 힘이 약해졌음에도 불구하고 전자마약의 강화 인간들 수백 명을 일거에 전투불능으로 만들어버릴 정도.
이블 트리(썩어버린 세계수)
마제 7대 병기들 중 하나. 기괴한 형상을 갖고 있는 거대한 나무. 땅 속에서 솟구쳐 나와 빌딩도 일격에 부수며, 그 가지와 촉수로 주변의 것들을 부수고 잡아 찢는다. 다만 위력이 좋은 만큼 마력도 많이 잡아먹어, 식스가 이끄는 새로운 혈족의 간부인 테라 사건 때에는 이블 트리를 연달아 두 그루 소환하는 것으로 인해 네우로의 마력이 급격히 경감하는 결과가 벌어지기도 했다.
이블 매드(무능력한 거인)
마제 7대 병기들 중 하나. 도시 하나쯤은 가볍게 처리할 수 있을 정도로 막대한 힘을 갖고 있는 거구의 진흙 골렘. 하지만 실제로 사용된 것은 홍수에서 무너진 댐을 막기 위해 분해해서 사용했던 경우 뿐으로, 그 이후엔 사용 없었음.
이블 파이어(음속의 마섬광)
마제 7대 병기들 중 하나. 벌을 모티브로 삼은 것 같은 기괴하고 커다란 형상의 도구. 사용자인 네우로의 등에 장착하여 사용하며, 음속 이상의 스피드로 공중을 날아갈 수 있는 초고속 비행 도구. 이 도구를 사용하면 제트기라 해도 한순간에 따라잡을 수 있다. 작중에선 스텔스 기를 타고 도주한 식스를 추격하는 데에 사용되었다.
이블 메탈(2차원의 칼날)
마제 7대 병기들 중 하나. 물방울 모양을 한 칼로서 크기는 작으나 그 성능은 가히 최강이라 할 수 있는 수준. '벤다'라는 과정 없이 '베었다'라는 결과만을 만들어낸다는 특성을 갖고 있는, 즉 무엇이든 벨 수 있으며 절대로 회피 불가능한 병기다. 이 도구는 네우로가 가자고 있는 도구들 중에서도 가장 강력하며 일단 소환되면 마왕이라 해도 막을 수 없지만, 그만큼 소환 준비에 소모되는 시간이 매우 길며 그에 비해 소환 상태를 유지할 수 있는 시간은 한순간에 불과, 거기에 소환에 드는 마력 소모만 해도 엄청나게 필요하다는 단점이 있다. 하지만 그런 단점들을 감수할 수밖에 없을 정도로 위력이 좋은 병기.

## TV 애니메이션
주간 소년 점프 2007년 33호에 TV 애니메이션 제작 발표. 니혼 테레비에서 매주 화요일 심야 25시 29에 방송. 대한민국에서는 2009년 8월 12일부터 2010년 1월 28일까지 자막방송으로 투니버스에서 방영되었다. 기본적으로 한 회에 하나의 이야기가 완결되는 구성이지만 전체적인 흐름은 애니메이션 오리지널 시나리오대로 진행된다. 마지막 화에서는 원작자인 마츠이 유세이도 만화가역으로 출연하였다.

### 스탭
- 감독 : 코우지나 히로시(神志那弘志)
- 시리즈 구성 : 스즈키 토모(鈴木智)
- 메인 캐릭터 디자인 : 타카하시 미카 (高橋美香)
- 서브 캐릭터 디자인 : 스튜디오 라이브(スタジオ・ライブ )
- 총작화감독 : 타카하시 미카(高橋美香), 키쿠치 아이(菊池愛)
- 색채설정 : 호리카와 요시노리(堀川佳典)
- 미술감독 : 카네코 히데토시(金子英俊)
- 촬영감독 : 타카하시 히로시(高橋宏司)
- 음악 : 하세가와 토모키(長谷川智樹)
- 음향감독 : 나카지마 토시히코(中嶋聡彦)
- 프로듀서 : 나카타니 토시오(中谷敏夫), 타무라 마나부(田村学)
- 애니메이션 프로듀서 : 三田圭志
- 애니메이션 제작 : 매드하우스
- 제작 저작권 : 마인탐정 노가미 네우로 제작위원회(니혼테레비,D.N.드림 파트너즈,VAP, 슈에이샤, 매드하우스)

### 주제가
오프닝 테마 〈DIRTY〉
노래-나이트메어
엔딩 테마 〈고독의 빛〉
노래-카가미 세이라
- 9화, 10화, 최종화에서는 삽입곡으로도 사용됨.

### 서브 타이틀
| 화수 | 서브타이틀           | 풀이              | 각본                        | 그림 콘티                       | 연출            | 작화감독                          |
| ---- | -------------------- | ----------------- | --------------------------- | ------------------------------- | --------------- | --------------------------------- |
| 1    | 食【しょく】         | 食【식】          | 스즈키 토모                 | 코지나 히로시                   | 이토 토모히코   | 타카하시 미카                     |
| 2    | 集【コミュニティ】   | 集【커뮤니티】    | 하야시 소타로               | 요시다 토오루                   | 나카무라 켄타로 | 타케우치 쿄코                     |
| 3    | 笑【どく】           | 笑【독】          | 타무라 료                   | 테라모토 유키요                 | 테라모토 유키요 | 시게타 코우                       |
| 4    | 犬【いぬ】           | 犬【개】          | 스즈키 토모                 | 요시다 토오루                   | 나가오 슈쿠     | 이노우에 요시카즈                 |
| 5    | 貸【じむしょ】       | 貸【사무실】      | 하야시 소타로               | 후쿠다 미치오                   | 요네다 카즈히로 | 코이즈미 쇼에이                   |
| 6    | 髪【ながいともだち】 | 髪【오랜 친구】   | 타무라 료                   | 아시다 토요                     | 사사키 카츠토시 | 사토 텐쇼                         |
| 7    | 箱【はこ】           | 箱【상자】        | 스즈키 토모                 | 이토 토모히코                   | 이토 토모히코   | 요시다 다이스케                   |
| 8    | 夢【みらい】         | 夢【미래】        | 츠즈키 타카시               | 테라모토 유키요                 | 테라모토 유키요 | 시게타 코우                       |
| 9    | 締【しめ】           | 締【조임】        | 하야시 소타로               | 하카다 마사히사                 | 나카무라 켄타로 | 타케우치 쿄코                     |
| 10   | 一【ひとりきり】     | 一【고독】        | 하야시 소타로               | 아시자와 츠요시                 | 나가오 슈쿠     | 이노우에 요시카즈                 |
| 11   | 光【きゃっこう】     | 光【각광】        | 스즈키 토모 시시도 요시타카 | 요시다 토오루                   | 요네다 카즈히로 | 코이즈미 쇼에이 키타오 마사루     |
| 12   | 像【ぞう】           | 像【조각】        | 스즈키 토모                 | 후쿠다 미치오                   | 사사키 카츠토시 | 와카노 타쿠야                     |
| 13   | X【サイ】            | X【사이】         | 스즈키 토모                 | 이토 토모히코                   | 이토 토모히코   | 요시다 다이스케                   |
| 14   | 旅【ゆめきぶん】     | 旅【꿈같은 기분】 | 츠즈키 타카시               | 하카다 마사히사                 | 오노 카즈히사   | 타케우치 쿄코                     |
| 15   | 竜【りゅう】         | 竜【용】          | 요코타니 마사히로           | 테라모토 유키요 스즈키 타카요시 | 테라모토 유키요 | 시게타 코우                       |
| 16   | 春【はる】           | 春【봄】          | 요코타니 마사히로           | 츠루오카 코지로                 | 나가오 슈쿠     | 이노우에 요시카즈                 |
| 17   | 追【チェイス】       | 追【추적】        | 요코타니 마사히로           | 나카야마 마사에                 | 나가오 슈쿠     | 사쿠라이 미치요                   |
| 18   | 鍵【かぎ】           | 鍵【열쇠】        | 쿠라타 아야코               | 사쿠라이 미치요                 | 요네다 카즈히로 | 코이즈미 쇼에이                   |
| 19   | 2【ふたり】          | 2【두 사람】      | 츠즈키 타카시               | 이토 토모히코                   | 이토 토모히코   | 요시다 다이스케                   |
| 20   | 机【おんな】         | 机【여자】        | 타무라 료                   | 나카야마 마사에                 | 타쿠노 마사키   | 타케우치 쿄코                     |
| 21   | 整【び】             | 整【미】          | 스즈키 토모                 | 후쿠다 미치오                   | 나가오 슈쿠     | 이노우에 요시카즈 카네코 마사쿠니 |
| 22   | 女【まじょ】         | 女【마녀】        | 스즈키 토모                 | 쿠라타 아야코                   | 세이 에이코     | 니시야마 시노부                   |
| 23   | 責【さい】           | 責【제사】        | 스즈키 토모                 | 테라모토 유키요                 | 테라모토 유키요 | 시게타 코우                       |
| 24   | 塞【さい】           | 塞【막힘】        | 스즈키 토모                 | 이토 토모히코                   | 이토 토모히코   | 요시다 다이스케                   |
| 25   | 最【さい】           | 最【최상】        | 스즈키 토모                 | 코우지나 히로시                 | 요네다 카즈히로 | 코이즈미 쇼에이                   |

### 원작과 다른점
기본적인 설정이나 전개방침
- 네우로가 수수께끼를 먹는 신이 원작에서 생략되었던 부분까지 추가되었다.
- 시간대가 큰폭으로 바뀌었으며, 1화에서 이미 탐정 사무소를 차렸다.
- 카츠라기 세이이치의 죽음과 관련한 수수께끼를 네우로는 풀려하지 않고, 야코가 주체가 되어 해결하는 것으로 수수께끼인체 보류되었다.
- 카츠라기 하루카가 세이이치의 사망 후 취재때문에 해외로 간 뒤 돌아오지 않았다. 그렇기 때문에 야코는 자택에서 혼자 살고 있다.
- 카츠라기 세이이치의 사건에 XI가 관련된 것으로 설정되었다.
- 야코가 범인의 주장에 대해 정면으로 반론하는 등, 정의감이 강하게 강조되었다.
- 고다이가 사무실에 상시근무하고 있으며, 출연도 늘어 히스테리아 편 / 위안여행 편 / 최후의 자화상편에서도 등장한다.
- 사사즈카의 과거에 대해 언급되지 않았다. 그에 따라 우스이 / 츠쿠시의 출연이 대폭으로 줄었으며(츠쿠시는 24화에서 뿐이 대사가 없다.), 사사즈카와 우스이의 불화의 원인 및 과거도 그려지지 않았다.
- 이시가키가 프라모델을 만들고 있는 장면이 별로 없고, 평소에 형사로서 일하고 있는 모습이 많다.
- 카나에 / 아야의 출연이 적고, 하야사카 형제는 등장하지 않는다. 원작에서 하야사카 형제가 담당하고 있던 역할은 고다이가 맡았다.
- 모치즈키 타테오 / 토도로기 시즈카도 본편에는 등장하지 않고, 각각 최종화의 엔딩에서 잠깐 등장한다.
- XI와 고다이가 접촉하였다.
- 사사즈카가 XI에게 죽지 않았다. 최종화에서도 살아있다.

겉모습에 관한 점
- 야코의 교복인 노란색 베스트가 핑크색 스웨터로 바뀌었다.
- 네우로의 장갑·앞머리가 검은색에서 빨간색으로 바뀌었다.
- 우미노,오오이즈미 히바리 등, 일부 캐릭터의 모습이 바뀌었다.

내용 / 결말에 관한 점
- 카츠라기 세이이치의 사건에서, 세이이치를 살해한 것은 타케다 형사가 아니라 XI로 바뀌었다.
- 히스테리어 편의 시점에서 이미 전자인간 HAL이 활동하고 있다.(컴퓨터에 HAL의 글자가 비친다.)
- 히스테리어 편의 반전이 고다이의 폭탄처리 모습으로 바뀌었다.(본래 반전은 등장했던 여성들이 본래의 모습으로 돌아가는 것.)
- XI의 모방범인 호리구치 아키라가 사이코패스로 급변한다.(원작에서는 모습이 변하지 않는다.)
- 첫 등장시 괴도 XI인 것은 동행한 형사인 츠츠이 소타이며, 호리구치 아키라는 자신의 할머니인 미나미 본인을 살해한다.
- 야코가 TV에서 나오는 아야의 노래를 듣고 눈물을 흘리며, 자신의 고독을 생각한다. 원작에서는 눈물을 흘리지 않는다.
- 카츠라기 하루카는 세이이치의 사망 수수께끼를 풀기 위해 남미로 건너갔으며, 야코도 그 뒤를 쫓는다.
- XI의 범행동기가 근친증오라고 설정되었으며 1인칭 대명사가 俺(오레 : 남성용 대명사)에서 私(와타시 : 여성용 대명사)로 변하는 신이 있다.
- XI의 부친과 야코의 아버지가 동일 인물로, 이복자매 설정.(본편에서는 XI는 17세의 클론 여성이다. 오리지널 클론은 애니메이션에서 등장하지 않으며 식스이다.)

모순점
- 1화에서 마계능력을 사용할 때 네우로가 푼 스카프가 나타나지 않는다.
- 네우로가 XI에게 자신의 정체를 밝히는 신이 잘렸지만, XI는 네우로가 마인인 것을 알고 있다.
- 야코와 우스이는 면식이 없음에도 불구하고, 야코가 우스이를 알고 있다.